# Metropolie von Montenegro und dem Küstenland

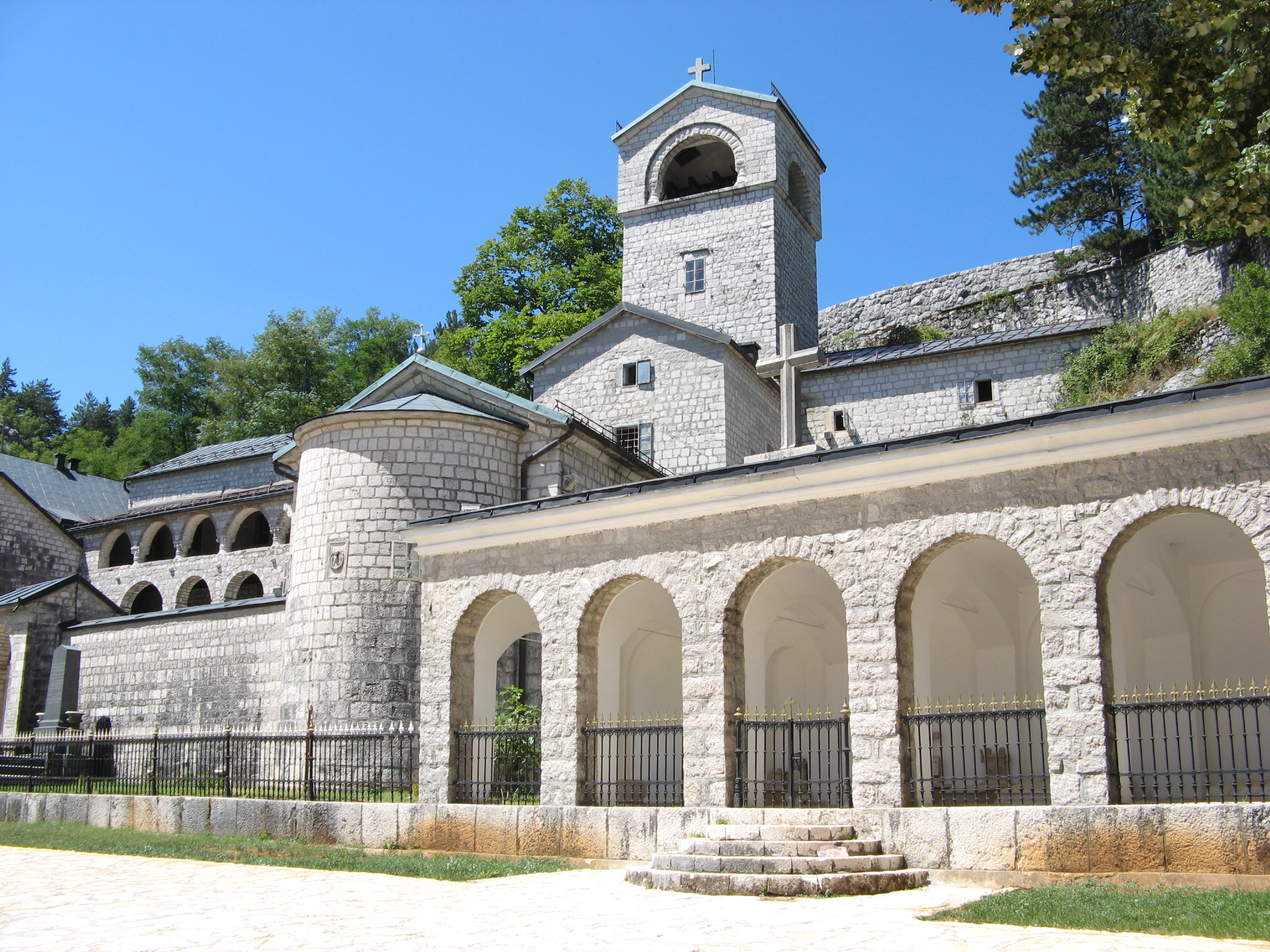
Das orthodoxe Kloster von Cetinje, Sitz des Metropoliten

Eparchien der Serbisch-Orthodoxen Kirche

Die Metropolie von Montenegro und dem Küstenland oder auch Erzbistum Cetinje ist ein Erzbistum der serbisch-orthodoxen Kirche in Montenegro. Der Sitz des Metropoliten befindet sich im Kloster Cetinje in der gleichnamigen Stadt. Die Kathedrale des Erzbistums ist die Auferstehungskathedrale in Podgorica.

## Geschichte

### Im Mittelalter und im Osmanischen Reich
Eine orthodoxe Kirche für das heutige Montenegro wurde als Bistum (Eparchie) von Zeta innerhalb des Erzbistums von Serbien 1219 durch Sava von Serbien gegründet. In der orthodoxen Kirche bestehen Landeskirchen aus lokalen Kirchen, den Eparchien, die innerhalb ihres Zuständigkeitsbereiches wiederum selbständig sind. 1346 wurde das Bistum von Zeta unter dem serbischen Kaiser Stefan Dušan in den Rang einer Metropolie erhoben, das serbische Erzbistum wurde Patriarchat.
Der Sitz des Bistums und späteren Metropolie war zunächst die Blumeninsel in der Bucht von Kotor. Als 1439 das serbische Despotat erstmals von den Osmanen erobert wurde, übersiedelte der Metropolit von Zeta nach Bar, welches sich noch unter der Herrschaft von Đurađ Branković befand. Die Stadt sollte etwas später Venedig um Schutz ersuchen und sich unter dessen Herrschaft stellen.
Parallel mit dem Vordringen der Osmanen in Südosteuropa und der endgültigen Eroberung Serbiens 1459 konnte die lokale Herrscherfamilie der Crnojević um Cetinje eine selbständige Herrschaft errichten, meist in Suzeränität zu den Osmanen oder Venedig. Damit wurde der Grundstein für das spätere Montenegro gelegt. Nach der Eroberung Serbiens erlosch auch die Selbständigkeit des serbischen Patriarchats, es wurde dem Erzbistum von Ohrid angegliedert. Die Metropolie von Zeta konnte jedoch ihre Autonomie bewahren, welche vom ökumenischen Patriarchen in Konstantinopel anerkannt wurde. 1483 verlegte der Metropolit von Zeta seinen Sitz aus dem venezianischen Bar nach Cetinje. Romilo I. nannte sich 1504 erstmals auch Metropolit von Montenegro und der Küste neben dem von Zeta. Zu der Zeit wirkte auch der Priestermönch Makarije mit seiner Buchdruckerei.
1557 wurde mit Erlaubnis der Osmanen das serbische Patriarchat erneuert; die Metropolie von Zeta, die sich zu dieser Zeit immer mehr als Metropolie von Montenegro oder Metropolie von Cetinje bezeichnete, wurde Teil des serbischen Patriarchats. 1766 wurde das serbische Patriarchat von den Osmanen ein zweites Mal aufgehoben und erneut dem Erzbistum von Ohrid angegliedert. Die Eparchien des serbischen Patriarchats, die sich außerhalb des osmanischen Herrschaftsgebietes befanden, wehrten sich gegen diese Verordnung. Damit entstand die selbstständige Metropolie von Sremski Karlovci im damaligen Königreich Ungarn und die von Cetinje in Montenegro. Beide Metropolien beanspruchten dabei, der rechtmäßige Nachfolger des serbischen Patriarchats zu sein, und beiden wurde die Autokephalie durch den ökumenischen Patriarchen von Konstantinopel und dem von Moskau zuerkannt.
Montenegro selbst konnte Ende des 17. Jahrhunderts unter der Führung der Metropoliten von Cetinje die osmanische Herrschaft abwerfen. Die osmanische Herrschaft war in den kargen Bergen um Cetinje niemals stark präsent, und neue politische Verhältnisse ermöglichten eine faktische Unabhängigkeit Montenegros, das formell aber weiterhin Teil des Osmanischen Reiches blieb. Es entstand das Fürstbistum Montenegro unter den Petrović-Njegoš, die als Metropoliten von Montenegro bis zum 19. Jahrhundert sowohl die religiösen als auch die weltlichen Angelegenheiten des Landes leiteten. 1851 wurde die Theokratie in Montenegro aufgehoben und das Land zu einem weltlichen Fürstentum. Die Metropolie von Cetinje blieb Staatskirche.

### Im unabhängigen Montenegro 1878–1918
1878 wurde Montenegro auf dem Berliner Kongress auch völkerrechtlich die Souveränität zugebilligt. 1910 wurde es unter Nikola I. zum Königreich ausgerufen. Die Metropolie von Cetinje wurde in den Rang eines Erzbistums erhoben und in ihrer Autokephalie von der orthodoxen Weltkirche bestätigt. In den Balkankriegen 1912 und 1913 erweiterte Montenegro sein Staatsgebiet; das Erzbistum von Cetinje erhielt zwei neue Bistümer. König Nikola I. betrieb eine Politik der Einigung aller serbischen Länder, wollte aber zugleich auch die Selbständigkeit Montenegros wahren. Obwohl großserbisch gesinnt, lehnte er eine Vorherrschaft Belgrads ab. In diesem Sinne beanspruchte er das serbische Patriarchat für das Erzbistum von Cetinje, da sich unter der Jurisdiktion von Cetinje ab 1912 ebenso die Eparchie von Peć befand, das bis 1766 der Sitz des serbischen Patriarchats gewesen war.

### In Jugoslawien
Mit der Vereinigung Montenegros und Serbiens im Königreich der Serben, Kroaten und Slowenen (später Jugoslawien) 1918 wurde auch die montenegrinische Kirche in die serbisch-orthodoxe Kirche eingebunden. 1920 vereinigten sich das Erzbistum von Cetinje, die von Belgrad, von Sremski Karlovci, von Bosnien und Herzegowina und die von Dalmatien zur serbisch-orthodoxen Kirche.
Der heilige Synod von Konstantinopel dekretierte am 19. März 1920, dass die autokephalen Kirchen Serbiens, Montenegros, Karlovacs, sowie zwei dalmatinische Bistümer neu zur vereinigten serbischen Kirche zusammengefasst werden. Am 28. September 1920 wurde der Metropolit von Belgrad, Dimitrije Pavlović, zum ersten Patriarchen der vereinigten serbischen Kirche erhoben.
Das Erzbistum von Cetinje wurde in den Rang einer Metropolie zurückgestuft, behielt aber einen wichtigen Einfluss in der serbisch-orthodoxen Kirche. Zwei der Patriarchen der serbisch-orthodoxen Kirche seit 1920 kamen aus Montenegro, Varnava Rosić (1930–1937) und Gavrilo Dožić (1937–1950). Der verstorbene Erzbischof Amfilohije Radović war Stellvertreter des verstorbenen Patriarchen Pavle Stojčević.

## Gegenwart
Nach dem Ende den Kommunismus und mit dem Zerfall Jugoslawiens 1991 wuchs die Zahl der Gläubigen in der orthodoxen Kirche Montenegros. Gab es in der Kirche um 1990 an die 10 aktive Klöster mit etwa 20 Männern und Frauen, die ihr weltliches Leben dem mönchischen Dasein geweiht haben, so sind es heute 30 aktive Klöster mit etwa 160 Mönchen und Nonnen. Die Zahl der Priester stieg ebenfalls von 20 um 1990 auf gegenwärtige 60 Priester. Im Kloster von Cetinje, in dem auch der Erzbischof residiert, befindet sich eine theologische Fakultät. Die Administration der Kirche wurde neu gestaltet, es wurde eine Eparchie für Nikšić und ein Titularbistum von Dioklitien gebildet, und dem Metropoliten Amfilohije wurde wieder der frühere Titel eines Erzbischofs von Cetinje zuerkannt. In Podgorica wurde 2013 mit der Auferstehungskathedrale die neue Kathedrale der Metropolie geweiht.
Gleichzeitig mit dieser für die Kirche positiven Entwicklung entstand die selbsterklärte montenegrinisch-orthodoxe Kirche, die für sich beansprucht, die rechtmäßige orthodoxe Kirche in Montenegro zu sein.
Siehe dazu: Montenegrinisch-Orthodoxe Kirche, Liste der Bischöfe von Montenegro